# Sven Persson i Norrköping
Sven Persson i riksdagen kallad Persson i Stockholm och Persson i Norrköping, född 4 september 1873 i Österslövs socken, Kristianstads län, död 30 april 1919 i Norrköping, var en svensk redaktör och socialdemokratisk riksdagspolitiker.
Persson var först snickare och aktiverade sig i Svenska träarbetareförbundet, för vilka han 1900–1903 var förtroendeman. 1904–1909 var han ordförande för Stockholms arbetarekommun. 1904–1910 var han medarbetare i Social-Demokraten och därefter redaktör för Östergötlands folkblad.  Persson var ledamot av riksdagens andra kammare 1909–1911 för Stockholms stads valkrets och 1912–1920 för Norrköping och Linköpings valkrets.